# Komet Slaughter-Burnham
Komet Slaughter-Burnham  (uradna oznaka je 56P/Slaughter-Burnham) je periodični komet z obhodno dobo okoli 11,5 let. Komet pripada Jupitrovi družini kometov.

## Odkritje
Komet Slaughter-Burnham sta 27. januarja 1959 odkrila astronom Charles D. Slaughter ml. in ameriški astronom Robert Burnham (1931 – 1993).

## Lastnosti
Premer jedra kometa je 3,12 km .